# Ježestica
Ježestica är ett samhälle i Bosnien och Hercegovina.   Det ligger i entiteten Republika Srpska, i den östra delen av landet, 80 km nordost om huvudstaden Sarajevo. Ježestica ligger 449 meter över havet och antalet invånare är 355.
Terrängen runt Ježestica är kuperad.Närmaste större samhälle är Bratunac, 7,9 km öster om Ježestica. 
I omgivningarna runt Ježestica växer i huvudsak lövfällande lövskog. Runt Ježestica är det ganska tätbefolkat, med 67 invånare per kvadratkilometer.